# Lettres choisies et Souvenirs
Lettres choisies et Souvenirs est un essai du Français Alexis de Tocqueville paru entre les années 1814 à 1859.